# Tatemelon everardensis
Tatemelon everardensis är en snäckart som beskrevs av Alan Solem 1993. Tatemelon everardensis ingår i släktet Tatemelon och familjen Camaenidae. Inga underarter finns listade i Catalogue of Life.